# 精确算法
在计算机科学与运筹学领域，精确算法是指可以求出问题准确最佳解的算法，与近似算法相对应。除非能够对P/NP问题进行论证，否则NP困难问题很难保证在最坏情况下找到多项式时间的算法。不过尽管如此，目前人们已经对底数较小的指数时间精确算法进行了广泛的研究。